# Blumenthal (Adelsgeschlecht)

Stammwappen derer von Blumenthal

Blumenthal ist der Name eines alten märkischen Adelsgeschlechts mit dem gleichnamigen Stammhaus in der Prignitz. Es finden sich  weltweit zahlreiche nicht verwandte Familien mit dem Namen Blumenthal, von denen einige jüdischer Herkunft sind, jedoch ohne das Präfix „von“. 

## Geschichte

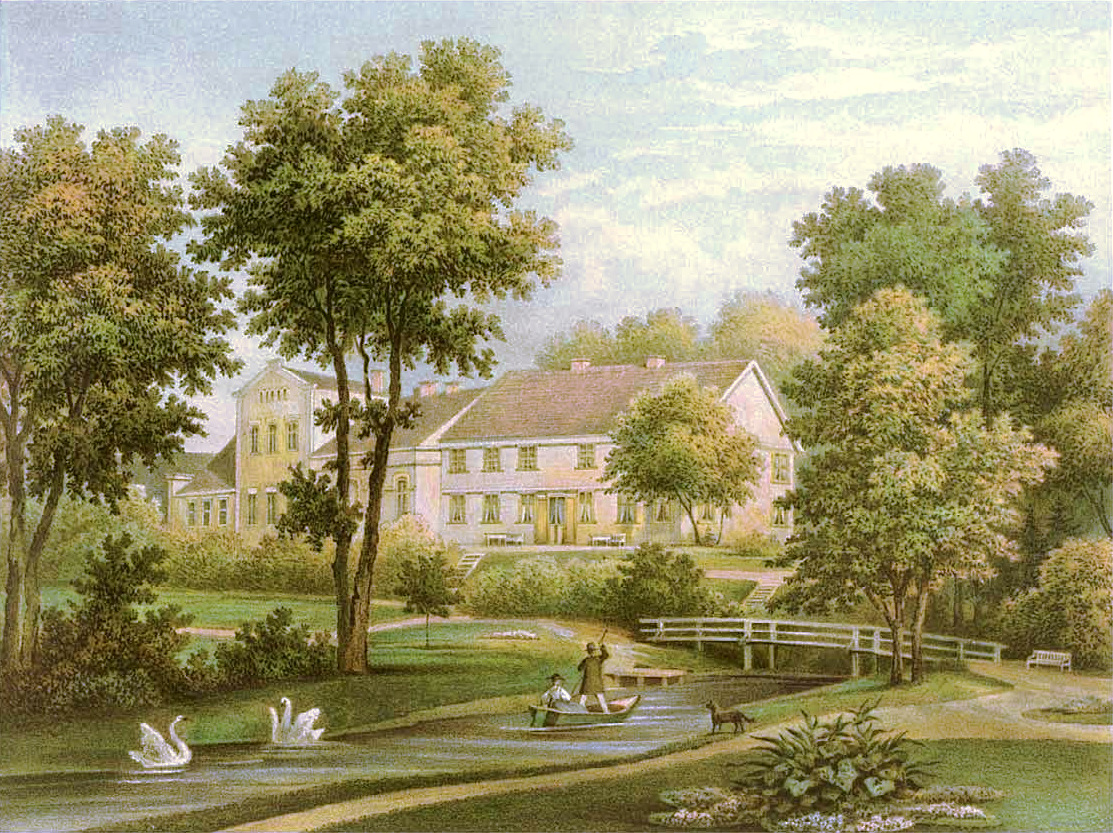
Gut Quackenburg um 1860, Sammlung Alexander Duncker

Das Geschlecht erscheint erstmals am 17. Juni 1241 mit dem Ritter und markgräflich-brandenburgischen Rat Nicolaus de Blumendal urkundlich auf. Die sichere Stammreihe beginnt mit Rutger von Blumenthal, urkundlich 1305–1318, schlossgesessenen auf Horst (heute Gemeindeteil von Blumenthal in der Prignitz).
Es ist in sechs Häuser unterteilt:
- Das Haus Horst: Preußischer Grafenstand am 2. Oktober 1786
- Das Haus Pröttlin: Reichsfreiherrenstand am 6. März 1646
- Das Haus Quellendorf: Preußischer Grafenstand (in der Primogenitur) am 19. September 1883.
- Das Haus Steinhöfel: Preußischer Grafenstand am 2. Oktober 1786
- Das Haus Suckow: Preußischer Grafenstand am 5. Oktober 1840
- Das Haus Vehlow: Reichsgrafenstand am 9. Januar 1733

## Wappen

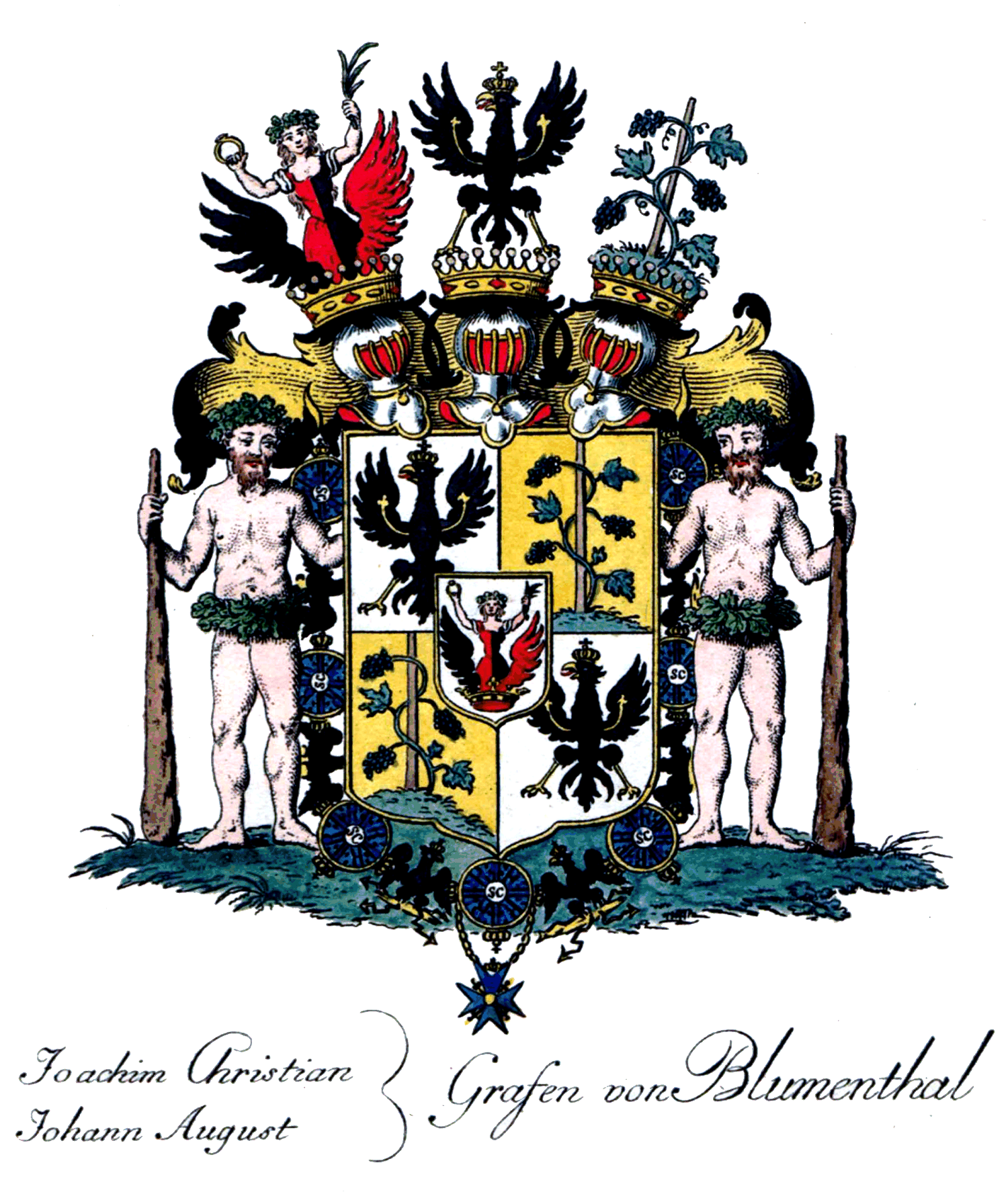
Wappen der Grafen von Blumenthal

Das Stammwappen zeigt in Gold (auch im von Schwarz und Gold gespaltenem Schild) eine schrägrechts liegende Weinrebe mit drei blauen Trauben und drei grünen Blättern. Auf dem Helm mit schwarz-goldenen Decken eine wachsende Jungfrau in von Gold und Schwarz gespaltenem Kleide mit grünem Kranz und langem goldenen Haar, die späterhin zwischen rechts schwarzem und links goldenem Flug hervorwächst und einen grünen Kranz in der Rechten hält.
Die freiherrlichen und gräflichen Häuser haben gemehrte Wappen.

## Blumenthal (1864)
Der preußische General der Infanterie Heinrich von Blumenthal (1815–1892) wurde 1864 unter dem Namen von Blumenthal geadelt. Diese Familie erlosch mit seinem Sohn Heinrich Ewald Karl Friedrich von Blumenthal (* 23. August 1846; † 14. Juli 1899).

## Bekannte Familienmitglieder
Alphabetisch geordnet:
- Adam Ludwig von Blumenthal (1691–1760), preußischer Staats- und Kriegsminister, Ritter des Schwarzen Adlerordens
- Albert von Blumenthal (1797–1860), preußischer Generalleutnant
- Albrecht von Blumenthal (1889–1945), deutscher klassischer Philologe
- Christoph Caspar Freiherr von Blumenthal (1638–1689), brandenburgischer Diplomat
- Georg von Blumenthal (1490–1550), Kanzler der Viadrina, Bischof von Lebus, Bischof von Ratzeburg
- Georg Ewald von Blumenthal (1722–1784), preußischer Generalmajor
- Hans von Blumenthal (Offizier) (1722–1788), preußischer Oberstleutnant, Kommandeur des Regiments Garde du Corps und Ritter des Ordens Pour le Merite, 1786 Graf von Blumenthal
- Hans von Blumenthal (General) (1855–1945), deutscher Generalleutnant
- Hans-Jürgen Graf von Blumenthal (1907–1944), deutscher Widerstandskämpfer
- Heinrich Georg von Blumenthal (1716–1756), preußischer Major
- Heinrich von Blumenthal (1765–1830), deutsch-französischer Kammerherr, Bürgermeister von Magdeburg
- Joachim Christian von Blumenthal (1720–1800), preußischer Minister
- Joachim Friedrich von Blumenthal (1607–1657), brandenburgischer Staatsmann
- Julia von Blumenthal (geb. 1970),  deutsche Politikwissenschaftlerin und Präsidentin der Humboldt-Universität
- Karl von Blumenthal (1811–1903), preußischer Generalmajor
- Leonhard von Blumenthal (1810–1900), preußischer Generalfeldmarschall
- Robert von Blumenthal (1806–1892), Regierungspräsident in Danzig (1840–1863) und Regierungspräsident in Sigmaringen (1863–1873)
- Viktor von Blumenthal (geb. 1940), Erziehungswissenschaftler
- Werner von Blumenthal-Suckow (1815–1883), Mitglied des Konstituierenden Reichstags des Norddeutschen Bundes

### Uradel
- Hans von Blumenthal: Familiengeschichte der Grafen und Herren von Blumenthal. Velhagen & Klasing 1904.
- Hans Bellée: Blumenthal. In: Neue Deutsche Biographie (NDB). Band 2, Duncker & Humblot, Berlin 1955, ISBN 3-428-00183-4, S. 330 f. (Digitalisat).
- Walter von Hueck: Genealogisches Handbuch des Adels. Adelslexikon. Band I, Band 53 der Gesamtreihe GHdA, C. A. Starke Verlag, Limburg an der Lahn 1972, S. 442–444. ISSN 0435-2408
- Gothaisches Genealogisches Taschenbuch der Gräflichen Häuser 1873. Justus Perthes, Gotha 1872. (mit Stammreihe)
- Gothaisches Genealogisches Taschenbuch der Adeligen Häuser. Der in Deutschland eingeborene Adel (Uradel) 1905. Sechster Jahrgang, Justus Perthes, Gotha 1904, S. 85., Fortsetzungen bis 1939. Letztausgaben zugleich Adelsmatrikel der Deutschen Adelsgenossenschaft.

### Briefadel
- Gothaisches Genealogisches Taschenbuch der Briefadeligen Häuser. Justus Perthes, Gotha, 1909, S. 51 f.; ff. 1913, S. 81. Fortsetzungen bis 1936. Letztausgaben zugleich Adelsmatrikel der Deutschen Adelsgenossenschaft.